# Residencial del Bosque
Pour les articles homonymes, voir Bosque.
Residencial del Bosque est un ensemble de gratte-ciel de logement de 128 mètres de hauteur (hauteur du toit) construit à Mexico en 1996.
L'ensemble est composé de deux tours jumelles de même hauteur.
Chacune des tours a une surface de plancher de 45 000 m2, comprend 75 appartements et 9 ascenseurs desservant 30 étages.
Leur construction a été très rapide puisqu'elle a duré environ un an, de 1995 à 1996.
L'architecte est Cesar Pelli dont ce furent les premiers gratte-ciel construit à Mexico